# 私人教練

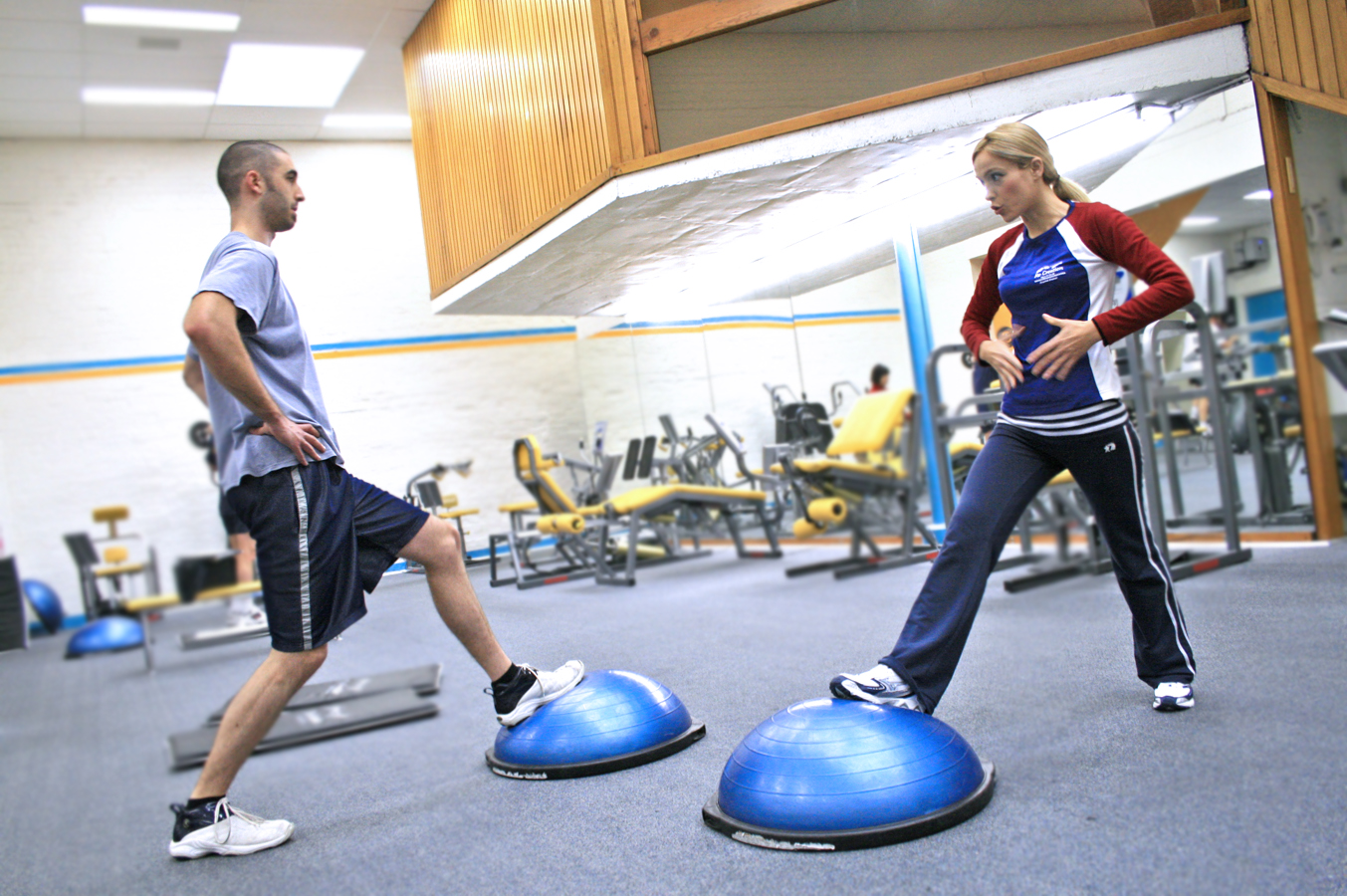
一位私人教练演示如何使用Bosu球。

私人教練，简称私教（英語：Personal trainer、PT）是指一些已經達到了一定程度鍛鍊水平、能为其他人提供安全有效的鍛鍊計劃的一类人群。
私教通常受雇于健身房，通過合作設定目標，提供有意義的指导意见，以及负有保证客户安全使用器械的责任。私人教練還可以提供各種健康評估，從协议开始前的健康檢查，到對姿勢、平衡、靈活性、核心功能、心肺功能、肌肉健康、身體組成和技能相關參數觀察和收集制定有效的鍛鍊計劃，以及提供客戶打成目標所需的相關資訊。他們還提供有關健康的許多其他方面的教育，包括一般健康建议和营养指南。
合格的私人教練或認證私人教練表示在專業領域上被認可。如果培訓師認為他們客戶的健康狀況可能會妨礙客戶安全地參與鍛鍊計劃，他們必須將客戶轉接給適當的健康專業人士進行醫療檢查。 

## 私教目的

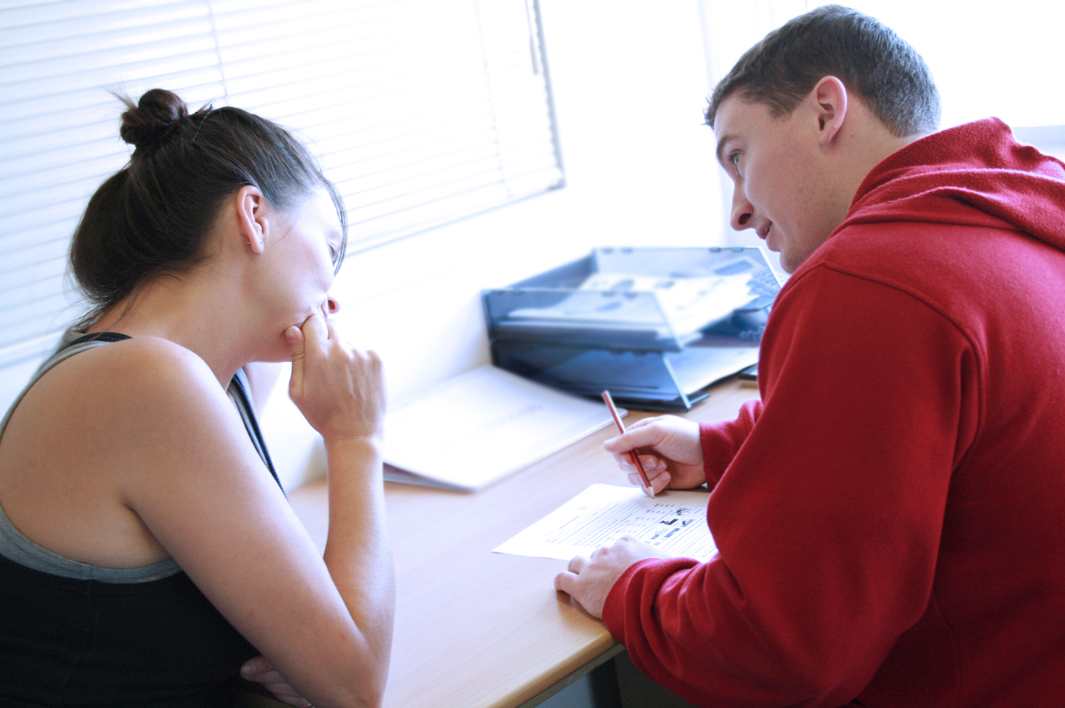
私人教练在客户编写健身计划时评估他们的目标和需求

私人教練的職責範圍主要側重於預防，並涵蓋增強一般健康人群或已獲准進行鍛鍊人群的健康和體適能。
适当的运动处方可能会改善身体組成、身体机能、心脏状况和健康结果。 决定聘请私人教练的原因，与感知到的健康威胁、缺乏知识或个人相信自己有能力开始和坚持锻炼计划有关。通常，客户会寻求私人教练的指导，了解与动机和依从性相关的因素。私人教练密切关注客户的锻炼技巧、锻炼计划、目标、价值观和营养。無論性別，个人训练已被证明可以提高锻炼的受益与关注比率，并增加面对其他时间需求时选择锻炼的信心。 个人训练会將迎向更高的力量、更高的锻炼强度和更高的运动强度。

## 就业特点
该职业通常不受场地限制，私人教练可以在健身设施、私人住宅、客户住宅、视訓直播（也称为「虚拟私人教练」）、 或户外。几乎所有运动专业人士都工作於以下場合，諸如：娱乐休闲业、公民和社会组织的体育健身设施、健身俱乐部和健身中心。 除了华盛顿特区于 2014 年 2 月采用了私人健身教练的注册要求外，美国任何司法管辖区均未对私人训练进行监管。 一些雇主，例如健身房，要求私人教练获得认证。然而，情况并非总是如此，一些私人教练无需认证就能找到工作。总体而言，私人教练必须具备某些技能，例如：对健身的热情和帮助他人实现目标、行业知识、领导力以及与客户有效沟通的能力。
私人教练可能专注于某种训练类型、训练理念、表现类型、锻炼方式或客户群。一般来说，大多数私人教练会制定有氧运动、抗阻运动和/或柔韧性训练的运动计划。通过有氧运动处方，私人教练确定运动类型、运动持续时间和运动频率。对于抗阻运动处方，确定运动类型、总训练量、休息时间、频率和强度。 私人教练也可能参与拉伸程序或其他方法的处方。私人教练帮助客户以正确的技术进行锻炼，最大限度地减少受伤的风险。虽然有些人与客户讨论营养、增效补充剂和精神实践，但行业内对于它是否适合他们的实践和培训资格范围存在争议。 
如上所述，私人教练也可以与客户远程合作以改善他们的健康状况。这被称为“在线个人培训”或“在线辅导”，近年来越来越流行。这可以通过实时视频来完成，其中培训师在个人或团体锻炼时对其进行指导。但是，在线私人教练也可以为远程客户编写培训计划，让他们自己完成锻炼。这可能涉及事后对客户培训课程的视频分析。

## 认证

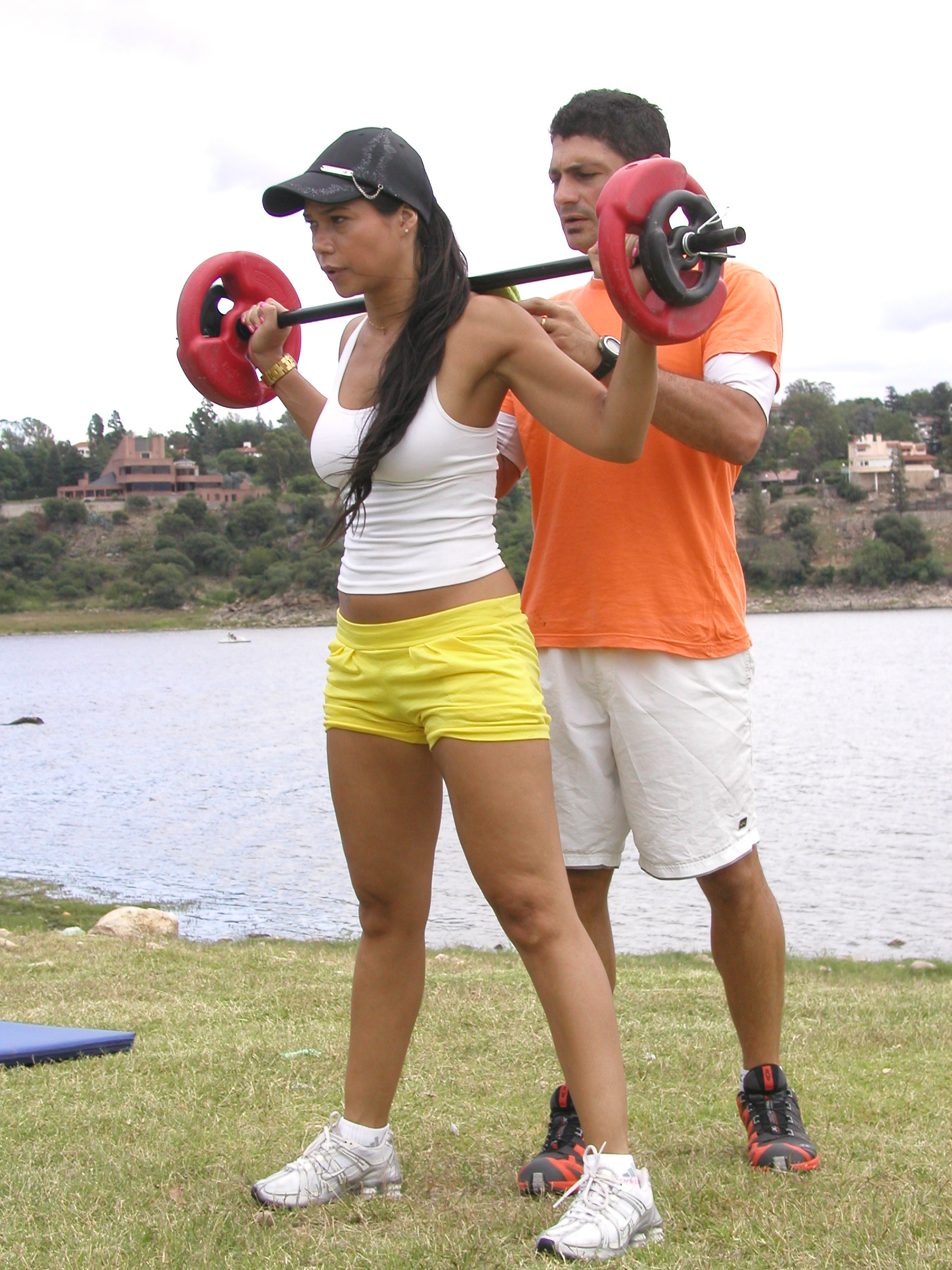
户外个人训练

私人教練資格認證是提供一種方法，認證合格的私人教練。私人教練的資格標準因國家而異。私人教練認證也被視為該領域的經驗，客戶對他們與私人教練合作取得的成就給予了很多評價。

### 国际
国际运动专业人员注册联合会 (ICREP) 是世界各地注册运动专业人员的注册机构之间的国际合作伙伴。成员国符合 ICREP 为个人训练（和其他运动教育证书）制定的国际标准，并可转移到其他成员国。 ICREP 的当前成员（截至 2019 年）有：澳大利亚健身协会、加拿大 NFLA、印度 REP、爱尔兰 REP、新西兰 REP、波兰 REP、南非 REP、阿拉伯联合酋长国 REP、英国 REP、USREP 和伊朗 REP。

### 澳大利亚
在澳大利亚，私人教练可以在有合适的保险的情况下独立工作，也可以选择成为注册机构（澳大利亚健身协会或澳大利亚体育协会）的成员。资格等级包括； 1 级 - 健身三级证书，2 级 - 健身四级证书和 3 级 - 健身文凭。这些都可以从国家认可的院校（TAFE，体育健身的澳洲大学，健身行业培训，全球健身协会，获得健身的澳大利亚学院，澳大利亚健身学院）。一旦在该行业工作，作为协会成员的培训师还需要完成短期课程以获得继续教育学分（CEC）积分，以保持其注册。每两年至少需要 20 个 CEC 点数。许多私人教练还拥有减肥、力量训练、儿童健身和营养方面的额外资格，这部分归功于 CEC 计划。 CEC 课程可以涵盖广泛的主题，例如不同的训练技巧、营养、运动方式、健康状况、生理学、生活方式和康复。 

### 巴西
在巴西，私人教练必须有学士学位，在“体育”（的程度，即在以下领域联合知识运动科学和医疗保健科学），并与Conselho联邦德EducaçãoFísica（体育教育的联邦委员会）注册，并如果他们在没有这两个要求的情况下运作，则可能会面临刑事指控。

### 加拿大
在加拿大，主要的认证机构是加拿大健身教育服务 (CFES)、加拿大健身专业人士 (CanFit Pro)、认证私人教练网络、加拿大运动生理学会 (CSEP) 和国家健身领导协会 (NFLA)。 CSEP 需要运动领域的文凭或学位，大多数其他组织需要经验和/或研讨会才有资格获得证书。  许多私人教练都获得了 CFES、CanFit Pro、NFLA 或 NCCA 认可的认证，但没有法律要求的认证。加拿大的健身指导是一个不受监管的行业。 

### 伊朗
在伊朗，主要的認證機構是伊朗REPs和健美聯合會，這兩個組織於2019年初簽署了諒解備忘錄。 IranREPs 需要由 EuropeActive 認可的提供者或體育大學獲得的運動領域的文憑或學位。伊朗REPs 於 2020 年加入 ICREPs。

### 欧洲
在歐洲，私人教練可以獨立工作，但始終需要獲得主要認證機構之一的認可 例如：
NASM：國家運動醫學會。 NASM 認證的私人教練有資格加入歐洲運動專業人員註冊 (EREPS)。 NASM 歸功於歐洲私人教練的成功，荷蘭的 UNITEDFIT 等獲得認可的公司成為歐洲公認的合格健身組織。
ACE：美國運動委員會。 ACE 是第一家獲得 EuropeActive 標準委員會批准的美國健身認證提供商，這使得 ACE 認證的私人教練和團體健身教練有資格加入歐洲運動專業人員註冊 (EREPS)。
EREPS：歐洲運動專業人士註冊 (EREPS) 是一個獨立的流程，用於註冊在歐洲健康、健身和體育活動領域工作的講師、培訓師和教師。它是一個泛歐系統，基於獨立的國家登記冊，最終形成一箇中央歐洲資料庫。

### 英国
在英國，有幾種方法可以獲得個人培訓資格。大多數個人培訓資格都是通過 CYQ（中央 YMCA 資格）、Active IQ（活躍國際資格）和 City and Guilds 等頒發機構認證的。這些資格證書通常由大學等繼續教育(FE) 機構或私人培訓機構提供。成功完成認可的頒發機構資格後，候選人將有資格獲得 3 級 REP（運動專業人員註冊）狀態。擁有適當榮譽學位的大學畢業生也可以通過先前學習認證 (APL) 和先前成就認證 (APA) 申請成為 REP 批准的證書。
REPs 是英國健康和健身行業的專業機構，不直接授予資格。 REP 認可的大多數健康和健身資格證書的級別從 1 到 5 不等，其中 1 級是基礎 GCSE 級別，5 級是高階專業培訓專業人員。 要獲得 REP 認可的資格，它必須符合國家職業標準(NOS)，該標準由行業技能委員會(SSC) Skills Active 在政府層面制定。
对私人教练的头衔没有法律限制，也没有任何与规范私人训练相关的正式机构。

### 美国
美国有许多认证，但有一些未经认可。大多数需要高中文凭、心肺复苏术(CPR) 和自动体外除颤器(AED) 认证，以及某种类型的考试。 
美國運動專業人員登記處 (USREPS) 是美國運動專業人員的官方登記處，為客戶、僱主、醫療保健從業人員、政策制定者和保險提供商提供單一來源，以在特定地點尋找合格的運動專業人員或驗證憑據。
2002 年的一项调查使用健身教练知识评估 (FIKA)（衡量营养、健康筛查、测试协议、运动处方和特殊人群方面的知识）评估了 115 名私人教练的随机样本。该研究描述：  
- 70% 的受访者没有任何与运动科学相关的领域的学位。
- 这些谁没有一个学士学位，在运动科学相关领域取得了31％少比那些具有学士学位或更高领域的平均水平。
- 持有两项特定认证之一（美国运动医学学院(ACSM) 或国家力量与体能协会 (NSCA) 认证）的人平均正确得分为 83%。持有除 ACSM 或 NSCA 以外的任何认证的人仅正确回答了 38% 的问题。
- 没有发现多年的经验可以预测私人教练的知识。

代表 9,000 多家健康和健身设施的国际健康、球拍和体育俱乐部协会 (IHRSA) 与健身行业合作，于 2002 年启动了一项计划，旨在提高自己的俱乐部和整个行业的标准。 2006 年 1 月，IHRSA 实施了一项建议，即其设施只接受获得国家认证机构委员会(NCCA) 认可的私人教练，前提是高等教育认证委员会 (CHEA) 和/或美国教育部(美元）。因此，远程教育和培训委员会 (DETC) 被 IHRSA 认可为健身专业认证组织的公认认可机构。从那时起，DETC 已经认可了多个私人教练认证组织，包括美国健美操和健身协会 (AFAA)和国际运动科学协会 (ISSA) 等。截至目前， NASM 、ISSA、AFAA、ACSM、ACE和NSCA认证是IHRSA认可的16项认可认证，其中3项获得远程教育培训委员会（DETC）认可。  
该行业内的各种组织都在游说采用更严格的NSF International制定的认证标准。 迄今为止，除哥伦比亚特区 (DC) 外，该行业尚无国家法律限制，截至 2014 年 2 月，该地区通过了要求私人健身教练在该司法管辖区注册的立法。该法律于 2014 年上半年生效。